# Посмішка Глазго

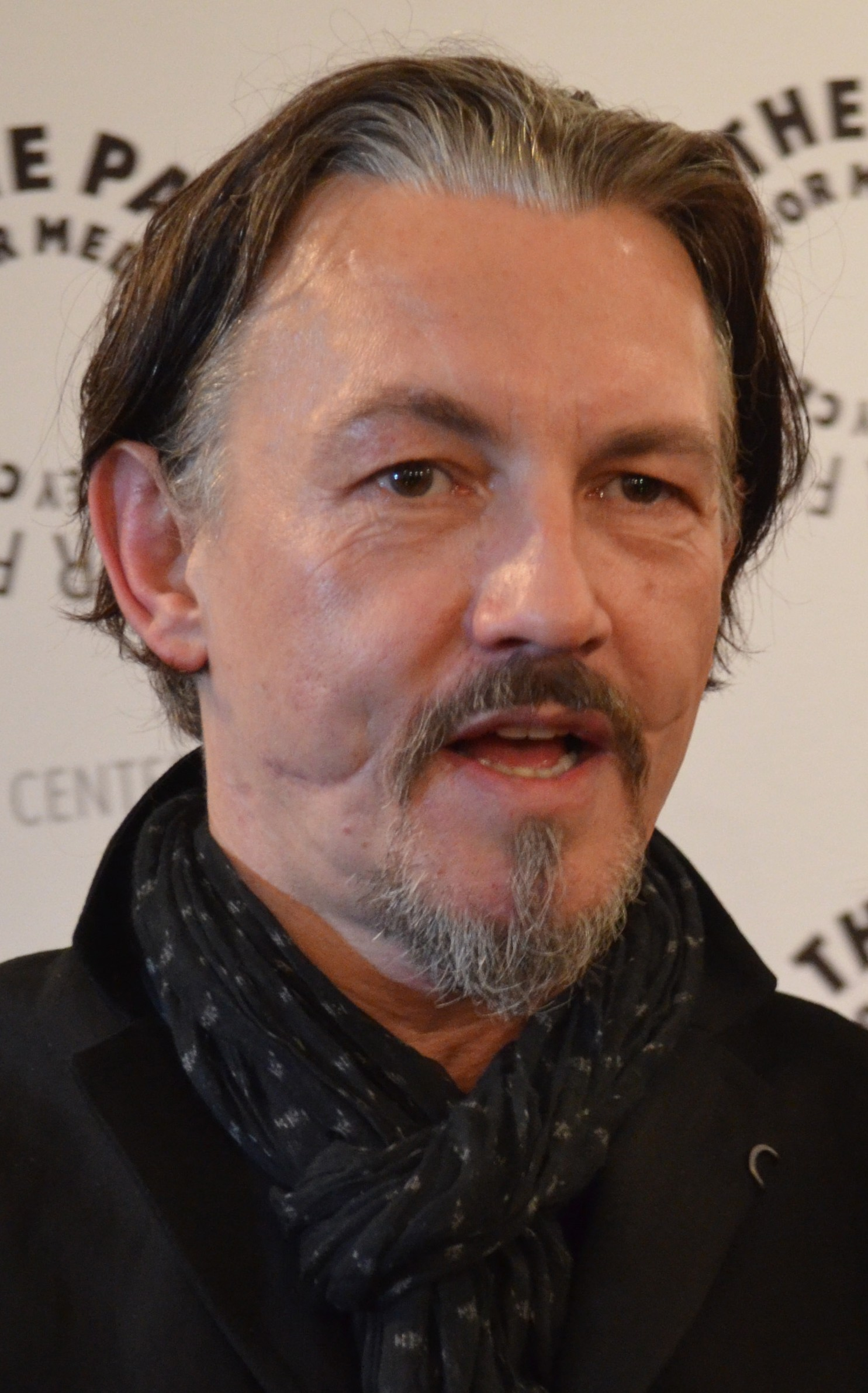
Актор Томмі Фленаган після нападу в молодості залишився з «усмішкою Глазго»

«Посмішка Глазго», або «Усмішка Челсі» (англ. Glasgow smile, Chelsea grin, Chelsea smile), — рани на обличчі, що наносяться ножем або іншим гострим предметом від куточків рота і майже до вух.

## Опис
Після загоєння залишають на щоках шрами, що нагадують широку посмішку. Спосіб завдання таких поранень з'явився в Глазго в злочинному середовищі, потім «усмішку» перейняли футбольні фанати Челсі «Chelsea Headhunters». Часто наносяться неглибокі рани, що не розрізають щоки, але залишають серйозні шрами.
У по-звірячому вбитій Елізабет Шорт (Чорна Жоржина) були розрізані щоки від куточків рота до вух. Відомому акторові Томмі Фленагану, який сам родом із Глазго, в молодості вуличними грабіжниками були нанесені подібні рани. Примітно, що ці шрами Фленагана були обіграні в серіалі «Сини анархії», в якому він грає Філіпа «Пира» Телфорда.